# Cazzano (Besana Brianza)
Cazzano fu un comune lombardo, ora frazione di Besana Brianza. La località è posta a nord-ovest del centro abitato, in direzione di Briosco e Renate. Di tutte le frazioni di Besana, è quella col legame più stabile ed antico col capoluogo comunale, essendo sempre stato ricompreso nella sua parrocchia.

## Storia
Le prime notizie storiche relative a Cazzano risalgono al secolo XIV, quando era incluso nella Pieve di Agliate. Nel 1753 al comune di Cazzano, che contava 304 abitanti, viene aggregato quello di Naresso. Nel 1786, quando la Lombardia austriaca si divide in 8 province, viene inserito nella provincia di Milano, fino al 1798 quando, con la frazione Naresso, viene inserito nel Dipartimento del Lario nel distretto Piè de' Monti, con capoluogo Missaglia. Nel 1805 con il Regno d’Italia, Cazzano coi suoi 397 residenti viene inserito nel distretto di Monza del Dipartimento d'Olona; nel 1811 il comune viene poi temporaneamente aggregato a quello di Besana. Nel 1816 Cazzano viene inserito nella Provincia di Milano, arrivando a 618 anime nel 1853 salite a 644 nel 1861. Nel 1862, un anno dopo la costituzione Regno d'Italia, assunse la denominazione di Cazzano Besana, fino al 1869 quando entra a far parte del comune di Besana in Brianza.
Cazzano è indicata anche nella Galleria delle carte geografiche in Vaticano: in particolare, nella mappa del Ducato di Milano, Cazzano appare con il nome di Cazen.
La chiesa di San Clemente fu assegnata da Goffredo da Bussero fino dal 1266, ma nella visita del Card.Federico Borromeo del 1619 fu definita "diroccata".  Nel 1903 sul luogo dell'antica Cappella fu edificata la chiesa attuale, 
Dopo la prima guerra mondiale l'artista locale di origine milanese Teresa Pagani (Milano 26 Novembre 1870, Brugora 1975) decise di affrescare lei stessa e a sue spese la chiesa in memoria ai caduti della guerra.

## Architetture religiose
- Chiesa di San Clemente.